# سقالة أنبوبية
السقالة الأنبوبية (تسمى أيضًا سقالة أنابيب) هي سقالة متعددة الاستخدامات تتكون من أنابيب من الفولاذ ومشابك.  ويتم توصيل الأنابيب الرأسية بالأنابيب الأفقية باستخدام مشابك قائمة الزوايا.  ويتم توصيل الأنابيب القطرية بالسقالة باستخدام مشابك دوارة من أجل تثبيت السقالة.
يستخدم هذا النوع من السقالات عمومًا حيث يلزم توفير درجة لا نهائية من تعدد الاستخدامات. ففي العديد من الدول، يشيع استخدامها في الإنشاءات. فيمكن وضع الأنابيب الأفقية (ومن ثم أسطح السير) على أي ارتفاع إلى جانب الأنبوب الرأسي (حسبما تسمح به القيود الهندسية)، ويمكن مباعدة الأنابيب الرأسية أو الأقدام إلى أي مسافة بعيدة، لتصل إلى أقصى مسافة تسمح بها القيود الهندسية.
تعد السقالة الأنبوبية من بين استخدامات السقالات التي تتميز بأكثر الأعمال كثافة، ومن ثم تستخدم عمومًا عند الحاجة إلى إمكانات عالية وقدرة لا محدودة على التكيف وتعدد الاستخدامات.
يشيع استخدام هذا النوع من السقالات في أمريكا الشمالية في المحطات النووية.

## وصلات خارجية
- OSHA: A Guide to Scaffold Use in the Construction Industry